# Le Roi des dinosaures
Pour plus de détails, voir Fiche technique et Distribution.
 Le Roi des dinosaures (King Dinosaur) est un film américain réalisé par Bert I. Gordon et sorti en 1955.

## Fiche technique
- Titre original : King Dinosaur
- Titre français : Le Roi des dinosaures[1]
- Réalisation : Bert I. Gordon
- Scénario : Tom Gries
- Musique : Albert Glasser
- Photographie : Bert I. Gordon
- Date de sortie : 1955

## Distribution
- William Bryant
- Wanda Curtis
- Douglas Henderson
- Patti Gallagher